# Moradabad (miasto)
Moradabad (hindi मुरादाबाद) – miasto w północnych Indiach w stanie Uttar Pradesh, na Nizinie Hindustańskiej.
Morabad założono w 1625. Populacja miasta w 2001 roku wynosiła 641 240 mieszkańców. Dla porównania, w 1970 miasto wraz z przedmieściami liczyło 272,4 tys. mieszkańców.
W Moradabadzie znajduje się meczet Jami Masjid z 1631 roku.
W tym mieście rozwinął się przemysł bawełniany, cukrowniczy oraz metalowy.